# 广西中医药大学
广西中医药大学位于南宁，是一所以医药学科为主，拥有医学、工学、管理学等多个学科门类，集教学、科研、医疗和药品生产于一体的高等中医药院校。也是中西部高校基础能力建设工程建设高校。